# Stare Zalesie (powiat wysokomazowiecki)
Stare Zalesie – wieś w Polsce położona w województwie podlaskim, w powiecie wysokomazowieckim, w gminie Klukowo.
Wschodnią część wsi stanowi dawniej samodzielna wieś Wyszonki-Piechacze.
W latach 1975–1998 miejscowość należała administracyjnie do województwa łomżyńskiego.

## Historia
Wieś powstała prawdopodobnie na przełomie XV i XVI wieku w ramach okolicy szlacheckiej Wyszonki, na ziemi nadanej Wojciechowi z Drążewa. Zalesie założono za lasem i stąd taka nazwa.
W I Rzeczypospolitej w ziemi bielskiej w województwie podlaskim.
Pierwsza wzmianka o wsi pochodzi ze spisu pospolitego ziemi bielskiej z 1528 roku. Wymieniono tam Seło Zalesnych Wyszenskich zemanie. Zapisano również 6 rycerzy, którzy wystawili 2 konie do pospolitego ruszenia. W czasie składania przysięgi na wierność królowi polskiemu w 1569 wymieniono: Christopherus filius Mathiae de Zalieszie Wiszonki. Michael olim Stanislai de Zalesie, de parochia Wiszenska.
Przez wieki Stare Zalesie było niewielką wsią zaściankowa. Kiedy w parafii wyszeńskiej powstało Zalesie Nowe, tę nazwano Zalesiem Starym. Taka nazwa pojawia się na mapach z 1795 roku. W 1827 Zalesie Stare liczyło 13 domów i 79 mieszkańców.
W 1891 we wsi istniało 12 gospodarstw drobnoszlacheckich na 108 ha ziemi. Spis powszechny z 1921 roku zanotował 14 domów i 72 mieszkańców. Miejscowość w gminie Klukowo.

## Obiekty zabytkowe
- zabytkowy spichlerz drewniany z roku 1945[8].

## Współcześnie
Do miejscowości można dojechać z Wyszonek Kościelnych drogą gminną nr 8067B, lub drogą gminną z Wyszonek Wypych.